# Наоюкі Като
Наоюкі Като (яп. 加藤 直之, Katō Naoyuki, нар. 1952) — японський ілюстратор родом з міста Хамамацу, префектура Сідзуока, Японія.

## Життєпис
Під впливом книжкового дизайнера Мотоітіро Такебе він прагнув стати ілюстратором наукової фантастики. Під час навчання в Chiyoda Designer Gakuin він приєднався до групи додзінів SF Central Art і став одним із засновників Studio Nue. Він дизайнером у складі Studio Nue для телевізійного аніме Space Battleship Yamato.
У 1974 році він зайняв перше місце в мистецькій номінації науково-фантастичного конкурсу Хаякави та почав малювати обкладинки та ілюстрації для науково-фантастичного журналу Хаякави Шобо та науково-фантастичних романів. Ілюстрація екзоскелету в м'якій обкладинці «Зоряного десанту» справила великий вплив на світ японської наукової фантастики. Він також розробив космічний корабель для «Ginga Eiyū Densetsu», а також відповідав за дизайн версії аніме.
На японському конвенті наукової фантастики у 1979 (10), 2008 (39), 2009 (40), 2010 (42), 2011 (42) і 2014 (42) він вигравав Сейун (найкращий художник) вісім разів: 45-е), 2017 (48) і 2019 (50). У 1997 році отримав Гран-прі Японської федерації видавців.
Наоюкі Като був одним із чотирьох чартерних членів Studio Nue у 1972 році разом із Харукою Такачіхо, Казутакою Міятаке та Кенічі Мацузакі. Він видав кілька збірників своїх робіт.

## Ілюстрації до журналів і романів
- SF Magazine (1974 -1984-2005)
- SF Adventure (1988—1990) Френк Герберт
- Дюна (роман) книги 2-6 (Френк Герберт)
- Guin Saga (Каору Курімото)
- Ginga Eiyū Densetsu (Йошікі Танака)
- Frontier Series Galaxy (А. Бертрам Чендлер, Масахіро Нода)
- Galaxy Series Beggar Corps (Масахіро Нода)
- Зоряний десант (Роберт А. Хайнлайн)
- Сайонара Юпітер (Сакьо Комацу)

## Ігри
- R-Type (1988) — обкладинка (Японія, для MSX і Sharp X68000)
- The Guardian Legend (1988) — ілюстрація обкладинки (тільки для Японії)
- Super Aleste (1992) — ілюстрація упаковки та внутрішні ілюстрації
- Мандрівник — ілюстрація упаковки та внутрішні ілюстрації
- Ginga Eiyū Densetsu — ілюстрація упаковки, плакат
- Digan no Maseki[3] — арт-директор, оригінальна ілюстрація
- Culdcept — основний візуал
- Legion&nbsp — ілюстрація обкладинки (PC Engine)

## Колекції ілюстрацій
У 1980-х Asahi Sonorama опублікувала принаймні три компіляції робіт Като під назвою «Katou Naoyuki Gashuu» з англійськими субтитрами «Naoyuki Katoh SF Illustrations»:
- Volume 1, ISBN 4-257-03140-9. 105 illustrations with 95 in color; foreword by Sakyo Komatsu
- Volume 2, ISBN 4-257-03175-1. 114 illustrations with 103 in color; foreword by Robert T. McCall and Aritsune Toyota
- Volume 3, ISBN 4-257-03228-6. 110 illustrations in full color; foreword by Noriyoshi Ohrai